# Pablo Sarasate
Pablo Sarasate (10. marts 1844 – 20. september 1908) var en spansk komponist. Hed egentlig Navascuéz Martin Melitón.
Han var også violinist; I hans kompositioner var der indlant meget spansk folkemusik, og spanske danse, hvilket gjorde, at hans musik var meget populær.
1. ↑  Navnet er anført på engelsk og stammer fra Wikidata hvor navnet endnu ikke findes på dansk.
2. ↑  Navnet er anført på engelsk og stammer fra Wikidata hvor navnet endnu ikke findes på dansk.